# Rio Dâlbanu
O Rio Dâlbanu é um rio da Romênia, afluente do Gilort, localizado no distrito de Bacău.